# Neoheteronyx unidentatus
Neoheteronyx unidentatus är en skalbaggsart som beskrevs av Lea 1924. Neoheteronyx unidentatus ingår i släktet Neoheteronyx och familjen Melolonthidae. Inga underarter finns listade i Catalogue of Life.